# Paul Slowinski
Paul "The Sting" Slowinski (Strzegom, 24 september 1980) is een Pools- en Australisch kickbokser. Hij is vier keer WMC Muay Thai wereldkampioen geworden. Ook is hij twee keer wereldkampioen K-1 World GP geworden, in 2006 en 2007. Hij heeft een opleiding gevolgd in Nederland, in Amsterdam waarna hij in 2009 terug verhuisde naar Adelaide in Australië, en terugkeerde naar zijn voormalige trainer Alan Wong.

## Titels
- 2010 K-1 Oceania GP in Canberra runner up
- 2009 International Kickboxer Magazine Super Heavyweight(+95kg) title
- 2009 WMC Super Heavyweight World champion
- 2007 K-1 World GP in Amsterdam champion
- 2007 WMC Super Heavyweight World champion
- 2006 K-1 World Grand Prix in Auckland champion
- 2005 WMC Heavyweight World title
- 2003 WMC Cruiserweight World title
- 2001 WMC Light Heavyweight World title
- 1999 IAMTF Australian Super Light Heavyweight title
- 1999 King's Birthday Cup Amateur champion